# نازی (خمین)
نازی (خمین)، روستایی از توابع بخش مرکزی شهرستان خمین در استان مرکزی ایران است.فاصله روستا تا شهر 9 کیلومتر می باشدوهمچنین بین دوروستای امیرآباد(هویه) وجهان قلعه قرار دارد و دارای دو سرچشمه زیبا می باشد. 

## جمعیت
این روستا در دهستان حمزه لو قرار دارد و براساس سرشماری مرکز آمار ایران در سال ۱۳9۵، جمعیت آن 89نفر (37خانوار) بوده‌است.